# Coupe de Suisse de hockey sur glace 1956-1957
Navigation
1957-1958
La Coupe de Suisse de hockey sur glace 1956-1957 est la 1re édition de cette compétition de hockey sur glace organisée par la Ligue suisse de hockey sur glace. À ses débuts, aucun règlement précis n'est encore édicté. La Coupe a débuté le 10 novembre 1956 et s'est terminée le jeudi 21 février 1957 avec la victoire en finale du Neuchâtel Sports Young Sprinters HC contre le Zürcher SC, sur le score sans appel de 14 à 0.

## Formule
La compétition se déroule en 4 tours. Les vainqueurs d'un tour se qualifient directement pour le tour suivant. Un match de qualification a lieu entre les Blue Stars de Lausanne et le HC Viège le 21 novembre 1956.
Le temps de jeu réglementaire pour tous les matchs est de 60 minutes (3 x 20 minutes).
Les éventuelles prolongations consistent en deux périodes de 10 minutes. L'équipe qui marque le premier but lors de la prolongation remporte la partie.

## Participants
Toutes les équipes de LNA sont favorables à la création d'une telle compétition. Toutes y participent, excepté le HC Arosa (champion en titre de LNA) pour cause de programme déjà bien chargé. Les clubs des championnats inférieurs sont aussi invités à participer à la compétition, à la seule condition de disposer d'une patinoire artificielle. En LNB, le Lausanne HC renonce aussi à jouer la Coupe.
| Ligue nationale A (LNA)             | Ligue nationale B (LNB) | Série A           |
| ----------------------------------- | ----------------------- | ----------------- |
| HC Ambrì-Piotta                     | CP Berne                | HC Petit-Huningue |
| HC Bâle-Rotweiss                    | HC Gottéron             | HC Sion           |
| HC La Chaux-de-Fonds                | HC Martigny             |                   |
| HC Davos                            | EHC Rot-Blau Bern (de)  |                   |
| Grasshopper Club Zürich             | Servette HC             |                   |
| Neuchâtel Sports Young Sprinters HC | Urania Genève Sport     |                   |
| Zürcher SC                          | HC Viège                |                   |

## Nombre d'équipes par ligue et par tour
| Ligue/Manche    | Huitièmes de finale | Quarts de finale | Demi- finales | Finale |
| --------------- | ------------------- | ---------------- | ------------- | ------ |
| LNA 7 clubs     | 7                   | 5                | 3             | 2      |
| LNB 7 clubs     | 7                   | 3                | 1             | Aucun  |
| Série A 2 clubs | 2                   | Aucun            | Aucun         | Aucun  |
| Total           | 16                  | 8                | 4             | 2      |

## Résultats
Le tableau de cette 1re édition est décidé non pas par un tirage au sort, mais par Albert Walder, vice-président de la Ligue suisse de hockey sur glace (LSHG) et principal instigateur de la création de cette nouvelle compétition.
Dans un premier temps, le Servette HC devait affronter le HC Bâle et Urania Genève Sport le HC Davos. À la suite de demandes émanant des clubs genevois et du HC Davos, le Servette HC affronte le HC Davos et UGS le HC Bâle.

### Tour préliminaire
| 21 novembre 1956 | HC Viège LNB | 31-1 (9-0, 10-0, 12-1) | Série A Blue Stars Lausanne | 900 600 spectateurs |

| Feuille de match, | Feuille de match, | Feuille de match, | Feuille de match, | Feuille de match,            |
| ----------------- | ----------------- | ----------------- | ----------------- | ---------------------------- |
|                   |                   |                   |                   | Arbitrage : Nanzer, Andréoli |
|                   |                   |                   |                   |                              |
|                   |                   |                   |                   |                              |
|                   |                   |                   |                   |                              |

### Huitièmes de finale
Deux équipes gagnent leur match par forfait durant ces huitièmes de finale : le Zürcher SC (opposé au HC Petit-Huningue) et le HC Bâle-Rotweiss (opposé à l'Urania Genève Sport).
|  | HC Petit-Huningue Série A | 0-5 Forfait | LNA Zürcher SC |  |

| Feuille de match | Feuille de match | Feuille de match | Feuille de match | Feuille de match |
| ---------------- | ---------------- | ---------------- | ---------------- | ---------------- |
|                  |                  |                  |                  |                  |
|                  |                  |                  |                  |                  |
|                  |                  |                  |                  |                  |
|                  |                  |                  |                  |                  |

|  | Urania Genève Sport LNB | 0-5 Forfait | LNA HC Bâle-Rotweiss |  |

| Feuille de match | Feuille de match | Feuille de match | Feuille de match | Feuille de match |
| ---------------- | ---------------- | ---------------- | ---------------- | ---------------- |
|                  |                  |                  |                  |                  |
|                  |                  |                  |                  |                  |
|                  |                  |                  |                  |                  |
|                  |                  |                  |                  |                  |

| 10 novembre 1956 | Servette HC LNB | 6-5 (2-2, 2-2, 2-1) | LNA HC Davos | Pavillon des Sports, Genève 2 500 3 000 spectateurs |

| Feuille de match | Feuille de match | Feuille de match | Feuille de match | Feuille de match |
| ---------------- | ---------------- | ---------------- | ---------------- | ---------------- |
|                  |                  |                  |                  |                  |
|                  |                  |                  |                  |                  |
|                  |                  |                  |                  |                  |
|                  |                  |                  |                  |                  |

| 18 novembre 1956 | HC Martigny LNB | 14-13 (pr) (7-2, 5-4, 1-7, 1-0) | LNA Grasshopper Club Zürich | 2 000 1 800 spectateurs |

| Feuille de match, | Feuille de match, | Feuille de match, | Feuille de match, | Feuille de match,            |
| ----------------- | ----------------- | ----------------- | ----------------- | ---------------------------- |
|                   |                   |                   |                   | Arbitrage : Crosset, Exhenry |
| Seiler            | Gardiens          |                   |                   |                              |
|                   |                   |                   |                   |                              |
|                   |                   |                   |                   |                              |

| 24 novembre 1956 | HC Sion Série A | 1-12 (0-4, 0-3, 1-5) | LNA HC La Chaux-de-Fonds | 400 spectateurs |

| Feuille de match | Feuille de match                 | Feuille de match                                       | Feuille de match | Feuille de match         |
| ---------------- | -------------------------------- | ------------------------------------------------------ | --- | ------------------------ |
|                  | - Pralong (Taugwalder, Ducrey) - | 0-1 0-2 0-3 0-4 0-5 0-6 0-7 0-8 0-9 1-9 1-10 1-11 1-12 | Delnon — 1 min Pfister — 3 min Domenico — 13 min Delnon — 19 min Domenico (Pfister) — 22 min Gasser — 31 min Delnon — 36 min Domenico — 41 min Delnon (Pfister) — 43 min - Domenico Auto-goal | Arbitrage : Berra, Märki |
| Moren            | Gardiens                         | Badetscher                                             | | Arbitrage : Berra, Märki |
|                  |                                  |                                                        | | Arbitrage : Berra, Märki |
|                  |                                  |                                                        | | Arbitrage : Berra, Märki |

| 24 novembre 1956 | HC Viège LNB | 9-6 (2-4, 2-0, 5-2) | LNB CP Berne | 1 800 spectateurs |

| Feuille de match | Feuille de match | Feuille de match | Feuille de match | Feuille de match             |
| ---------------- | ---------------- | ---------------- | ---------------- | ---------------------------- |
|                  |                  |                  |                  | Arbitrage : Dubach, Andréoli |
| Truffer          | Gardiens         | Wenger           |                  |                              |
|                  |                  |                  |                  |                              |
|                  |                  |                  |                  |                              |

| 7 décembre 1956 | HC Gottéron LNB | 3-8 (2-2, 1-2, 0-4) | LNA HC Ambrì-Piotta |  |

| Feuille de match | Feuille de match | Feuille de match | Feuille de match | Feuille de match |
| ---------------- | ---------------- | ---------------- | ---------------- | ---------------- |
|                  |                  |                  |                  |                  |
|                  |                  |                  |                  |                  |
|                  |                  |                  |                  |                  |
|                  |                  |                  |                  |                  |

| 18 décembre 1956 | Neuchâtel Sports Young Sprinters HC LNA | 11-1 (6-1, 3-0, 2-0) | LNB EHC Rot-Blau Bern (de) | Patinoire de Monruz, Neuchâtel 1 000 spectateurs |

| Feuille de match | Feuille de match | Feuille de match | Feuille de match | Feuille de match        |
| ---------------- | ---------------- | ---------------- | ---------------- | ----------------------- |
|                  |                  |                  |                  | Arbitrage : Künzi, Aebi |
| Käser            | Gardiens         | Gaudard          |                  |                         |
| 2 min            | Pénalités        | 2 min            |                  |                         |
|                  |                  |                  |                  |                         |

### Quarts de finale
| 16 décembre 1956 | HC La Chaux-de-Fonds LNA | 4-5 (pr) (2-1, 0-2, 2-1, 0-1) | LNA Zürcher SC | Patinoire des Mélèzes, La Chaux-de-Fonds 3 500 spectateurs |

| Feuille de match | Feuille de match                                                              | Feuille de match                    | Feuille de match                                                                   | Feuille de match            |
| ---------------- | ----------------------------------------------------------------------------- | ----------------------------------- | ---------------------------------------------------------------------------------- | --------------------------- |
|                  | - Domenico — 15 min R. Delnon — 18 min - Liechti — 47 min Domenico — 54 min - | 0-1 1-1 2-1 2-2 2-3 3-3 4-3 4-4 4-5 | Abbott — 10 min - Abbott — 23 min Abbot — 27 min - Riesch — 58 min Riesch — 63 min | Arbitrage : Bleile, Madörin |
| Muller           | Gardiens                                                                      | Conrad                              |                                                                                    | Arbitrage : Bleile, Madörin |
|                  |                                                                               |                                     |                                                                                    | Arbitrage : Bleile, Madörin |
|                  |                                                                               |                                     |                                                                                    | Arbitrage : Bleile, Madörin |

| 27 décembre 1956 | Neuchâtel Sports Young Sprinters HC LNA | 3-2 (1-2, 1-0, 1-0) | LNA HC Bâle-Rotweiss | Patinoire de Monruz, Neuchâtel 2 500 spectateurs |

| Feuille de match | Feuille de match                                                         | Feuille de match    | Feuille de match                                    | Feuille de match          |
| ---------------- | ------------------------------------------------------------------------ | ------------------- | --------------------------------------------------- | ------------------------- |
|                  | - La Liberté (Blank) — 16 min - Catti (Nussbaum) — 37 min Golaz — 48 min | 0-1 1-1 1-2 2-2 3-2 | Braun (Barr) — 4 min - Nebel (Handschin) — 18 min - | Arbitrage : Aellen, Märki |
| Ayer             | Gardiens                                                                 | Brenner             |                                                     | Arbitrage : Aellen, Märki |
| 6 min            | Pénalités                                                                | 6 min               |                                                     | Arbitrage : Aellen, Märki |
|                  |                                                                          |                     |                                                     | Arbitrage : Aellen, Märki |

| 2 janvier 1957 | HC Martigny LNB | 4-9 (1-2, 1-3, 2-4) | LNA HC Ambrì-Piotta |  |

| Feuille de match | Feuille de match | Feuille de match | Feuille de match | Feuille de match              |
| ---------------- | ---------------- | ---------------- | ---------------- | ----------------------------- |
|                  |                  |                  |                  | Arbitrage : Borgeaud, Celetti |
| Seiler           | Gardiens         | Morandi          |                  |                               |
|                  |                  |                  |                  |                               |
|                  |                  |                  |                  |                               |

| 9 janvier 1957 | Servette HC LNB | 3-2 (1-1, 2-0, 0-1) | LNB HC Viège | Pavillon des Sports, Genève 3 000 spectateurs |

| Feuille de match, | Feuille de match, | Feuille de match, | Feuille de match, | Feuille de match, |
| ----------------- | ----------------- | ----------------- | ----------------- | ----------------- |
|                   |                   |                   |                   |                   |
| Divorne           | Gardiens          |                   |                   |                   |
| 0 min             | Pénalités         | 0 min             |                   |                   |
|                   |                   |                   |                   |                   |

### Demi-finales
| 6 février 1957 | Servette HC LNB | 1-9 (0-0, 0-7, 1-2) | LNA Neuchâtel Sports Young Sprinters HC | Pavillon des Sports, Genève 3 500 3 200 spectateurs |

| Feuille de match, | Feuille de match,               | Feuille de match,                       | Feuille de match, | Feuille de match,             |
| ----------------- | ------------------------------- | --------------------------------------- | --- | ----------------------------- |
|                   | - R. Preissig (Girard) — 47 min | 0-1 0-2 0-3 0-4 0-5 0-6 0-7 0-8 0-9 1-9 | Martini — 22 min Uebersax (Blank) — 26 min Catti (Martini) — 28 min Blank (Martini) — 31 min Catti (Blank, Martini) — 36 min Martini — 38 min Zimmermann — 39 min Martini (Catti) — 42 min Nussbaum (Golaz) — 44 min - | Arbitrage : K. Hauser, Croset |
| Staebler          | Gardiens                        | Ayer                                    | | Arbitrage : K. Hauser, Croset |
|                   |                                 |                                         | | Arbitrage : K. Hauser, Croset |
|                   |                                 |                                         | | Arbitrage : K. Hauser, Croset |

| 8 février 1957 | HC Ambrì-Piotta LNA | 2-4 (0-3, 2-1, 0-0) | LNA Zürcher SC |  |

| Feuille de match | Feuille de match       | Feuille de match        | Feuille de match                              | Feuille de match |
| ---------------- | ---------------------- | ----------------------- | --------------------------------------------- | ---------------- |
|                  | - B. Celio Fornasier - | 0-1 0-2 0-3 1-3 2-3 2-4 | Schlaepfer Schubiger Peter - Enzmann — 48 min |                  |
|                  |                        |                         |                                               |                  |
|                  |                        |                         |                                               |                  |
|                  |                        |                         |                                               |                  |

### Finale
| 21 février 1957 | Neuchâtel Sports Young Sprinters HC LNA | 14-0 (5-0, 4-0, 5-0) | LNA Zürcher SC | Patinoire de Monruz, Neuchâtel 5 000 5 500 6 000 spectateurs |

| Feuille de match | Feuille de match | Feuille de match                                             | Feuille de match | Feuille de match           |
| ---------------- | --- | ------------------------------------------------------------ | ---------------- | -------------------------- |
|                  | Martini — 4 min Blank — 4 min Zimmermann (Adler) — 6 min Martini (La Liberté) — 13 min Martini — 18 min La Liberté — 22 min Zimmermann (Bazzi) — 23 min Zimmermann — 29 min Zimmermann (Bazzi) — 34 min Martini (La Liberté) — 41 min La Liberté — 41 min Martini (La Liberté) — 46 min Zimmermann (Bazzi) — 51 min La Liberté — 54 min | 1-0 2-0 3-0 4-0 5-0 6-0 7-0 8-0 9-0 10-0 11-0 12-0 13-0 14-0 |                  | Arbitrage : Hauser Madörin |
| Ayer             | Gardiens | Müller                                                       |                  | Arbitrage : Hauser Madörin |
| 2 min            | Pénalités | 2 min                                                        |                  | Arbitrage : Hauser Madörin |
|                  | |                                                              |                  | Arbitrage : Hauser Madörin |